# 香川県道179号端岡停車場線
香川県道179号端岡停車場線（かがわけんどう179ごう はしおかていしゃじょうせん）は、香川県高松市を通る一般県道である。

## 概要

### 路線データ
- 起点：香川県高松市国分寺町新居（JR四国予讃線 端岡駅前）
- 終点：香川県高松市国分寺町新居（国分寺支所前交差点、国道11号高松南バイパス交点、香川県道39号国分寺中通線起点）
- 実延長：1.082 km[1]
- 総延長：695 m[1]
- 現道：695 m[1]
- 車線数：2車線
- 最高速度：60 km/h

## 路線状況

### 名称・愛称
- 百福（ひゃくふく）通り（高松市：端岡交差点 - 国分寺支所前交差点）

### 重複区間
- 香川県道33号高松善通寺線（高松市国分寺町新居・高松市国分寺町交差点 - 高松市国分寺町新居）

## 地理

### 通過する自治体
- 香川県
  - 高松市

### 交差する道路
| 交差する道路                          | 交差する場所 | 交差する場所              |
| ------------------------------------- | ------------ | ------------------------- |
| 香川県道33号高松善通寺線 重複区間起点 | 国分寺町新居 | 高松市国分寺町交差点      |
| 香川県道33号高松善通寺線 重複区間起点 | 国分寺町新居 |                           |
| 国道11号 香川県道39号国分寺中通線     | 国分寺町新居 | 国分寺支所前交差点 / 終点 |

### 交差する鉄道
- 予讃線

### 沿線
- JR四国予讃線 端岡駅
- 高松西警察署 国分寺交番
- 高松市立国分寺北部小学校
- マルヨシセンター国分寺店（スーパーマーケット）